# تیابل بونسترا
تیابل بونسترا (هلندی: Tjabel Boonstra; ۴ ژوئن ۱۸۹۹ – ۱۸ مهٔ ۱۹۶۸) دوچرخه‌سوار اهل هلند بود.